# Magdalena Gornik
Magdalena Gornik, (tudi Gornikova Lenčka ali Alenka), slovenska rimskokatoliška mistikinja ter stigmatikinja; * 19. julij 1835, Janeži, Sodražica (Avstrijsko cesarstvo), † 23. februar 1896, Petrinci, Sodražica (Avstro-Ogrska, danes Slovenija).

## Življenjepis

### Mladost
Gora pri Sodražici se dviga nad ribniško dolino na višini 885 metrov ravno na meji med Dolenjsko in Notranjsko. Gorniki so bili že od nekdaj bolj revni kot bogati. Kljub revščini pa so skušali primerno vzdrževati svojega duhovnega pastirja in cerkvico Marije Snežne, ki se dviga na hribčku nad vasjo Petrinci. Cerkev obdaja pokopališče, na katerem je pokopana Magdalena Gornik.
Pod vasjo Petrinci, približno četrt ure hoda od cerkve, se razprostirajo Janeži, kjer se je okrog 1828 pri »Šmetovih« mladi Jožef Gornik poročil z Ano iz bližnjih Petrincev, ki se je prav tako pisala Gornik. Imela sta sedem otrok:
1. Ana se je rodila 1829
2. Marija 1831
3. Magdalena 1835
4. Alojz - gospodar na domačiji po očetovi smrti - rojen je bil kmalu za njo.
5. Agnes 1840
6. Apolonija 1843
7. Terezija 1847; umrla je od jetike stara komaj 13 let.

Magdalena se je rodila 19. julija 1835 v domači hiši, v Janežih 4, danes številka 11. Ta hiša je pogorela in 1881 je Magdalenin brat Alojz na istem mestu postavil novo. O tem priča tudi letnica nad podboji. Še isti dan sta jo nesla v domačo cerkev Marije Snežne h krstu botra iz Petrincev: Mihael Levstek in Marjeta Košir. Krstil jo je tedanji kaplan na Gori Matevž Ravnikar (Poženčan). Dobila je ime Marija Magdalena. Magdaleno so klicali tudi Lenka, Alenčka ali Lenčka, a podpisovala se je kot Magdalena.
O Magdaleninem otroštvu je največ napisal v nemščini Janez Plaper.
Magdalenini starši so veljali za poštene in dobre ljudi. Bili so pobožni kristjani in so otroke tudi vzgajali v krščanskem duhu. Mama je imela posebej rada Magdaleno, ker jo je ubogala na prvo besedo, ji bila v veliko pomoč pri gospodinjstvu, pa tudi pri drugih kmečkih opravilih. Magdalena je bila živahna in bistra deklica modrih oči in šibke postave, pa preproste in blage narave. Rada se je družila s svojimi vrstnicami pri igri, delu in molitvi; večkrat jih je poučevala krščanski nauk, ki ga je rada obiskovala. Med deklicami je delovala pomirjevalno, bila spodobnega vedenja in prijazna do vsakogar. Kadar je imela čas, ga je namenila molitvi ali poslušanju duhovnih pogovorov. Pogosto se je mudila pri v cerkvi in se z Bogom zaupno pogovarjala. S pobožnostjo pa se ni razkazovala.

### Prvo sveto obhajilo
Gorniški kaplan Jožef Žagar se je trdno držal starega določila, da morejo otroci šele pri dvanajstih letih pristopiti k prvemu svetemu obhajilu. Šele odlok svetega Pija X. o zgodnjem svetem obhajilu Quam singulari z dne 7. avgusta 1910 je zaukazal pristop k prvemu svetemu obhajilu že v »letih razločevanja«, okrog sedmega leta starosti.
Magdalena se je vsak dan pridružila vrstnicam pri duhovni pripravi, ki jo je vodil kaplan Žagar. Skrbno je shranila vsako duhovnikovo besedo predvsem o Jezusovi resnični navzočnosti pod podobama kruha in vina. Magdalena je snov hitro dojela in si pridobila potrebno znanje. Kaplan Žagar, ki je bil obenem tudi njen spovednik, ji je dovolil pristopiti h Gospodovi mizi. Dvanajstletna Magdalena je torej v letu 1847 v družbi sovrstnic pristopila k prvemu obhajilu. Pisec njene mladosti Janez Plaper piše,
da ji je najsvetejši Bog ob tem prvem vstopu v njeno čisto srce »vnel tako gorečo ljubezen, da so njene telesne moči jele slabeti. Le s težavo je zmogla tistih nekaj korakov do svojega mesta v klopi. Tu je padla na kolena in četrt ure nepremično zrla v podobo Marije Snežne nad oltarjem. Ko je po končani sveti maši vstala, da bi šla iz cerkve, je zaslišala glas:

'Nikomur ne povej, kaj si doživela.' Začudena nad glasom si je mislila, da ga slišijo tudi druge deklice. 

'Ne,' je spet slišala skrivnostni glas, 'one ne slišijo tega glasu, ampak ti sama. Jaz sem tisti, ki si ga pravkar zaužila.' Čez kratek čas je z drugimi vrstnicami zapustila cerkev.« 

## Mistični pojavi
Vse Magdalenino življenje je povezano z nenavadnimi mističnimi pojavi. Tako imenujemo skrivnostna dogajanja, ki jih izkustvena znanost ne more razložiti z naravnimi zakoni, kot so npr.: videnja, stigme, obnavljanje Kristusovega trpljenja, življenje brez telesne hrane skozi mnogo let, predvidevanje dogodkov, nenavadna ozdravljenja.
Omenili bomo nekatere take pojave iz njenega življenja, ki so izpričani v arhivskih listinah, kjer je o Magdaleni ohranjenih skoraj sedem tisoč strani raznih zapiskov. »V ljubljanskem nadškofijskem arhivu so vsakomur dostopni vsi viri o Magdaleni Gornik, tega je 6800 strani,« je povedala teologinja Martina Kraljič, avtorica knjige Magdalena Gornik. Povedala je tudi, da je njene zapiske in dopisovanja hranil duhovnik Frančišek Lampe, ki je posnel tudi znamenito fotografijo s stigmami med zamaknjenostjo.

### Zamaknjenja
Prvo zamaknjenje naj bi doživela že pri trinajstih letih, 11. avgusta 1848. Od 24. avgusta 1848 pa do svoje smrti, 23. februarja 1896, naj bi vsak večer imela zamaknjenje, kakor tudi ob petkih v velikem tednu in pri vsaki sveti maši. Zamaknjenja so se ravnala po cerkvenem letu. V zamaknjenju je bilo njeno telo neobčutljivo za zunanje dražljaje.
Magdalena je pozneje vedela povedati vse, kar se je v zamaknjenju dogajalo. Zamaknjenja so bila povezana z videnjem in trpljenjem; takrat naj bi se ji odprle tudi stigme.

### Videnja
Videnja naj bi imela Magdalena vse življenje. Vsebina Magdaleninih videnj je bila zelo različna. Skladala so se s potekom cerkvenega leta. Prvo videnje naj bi imela spomladi 1847, zadnje pa dan pred smrtjo.
Magdalena naj bi v videnjih videla in govorila z angeli, s svetniki, z Devico Marijo in s Sveto Trojico. Angeli so jo po njenih besedah poučevali glede Marijinega in Božjega češčenja in jokali nad nevero ljudi. Devica Marija naj bi ji govorila o čednostih, o molitvi, jo opogumljala k potrpežljivemu prenašanju trpljenja in jo vabila k premišljevanju Jezusovega trpljenja in smrti; Marija se je pokazala tudi kot zagovornica ljudi pri svojem Sinu.
Ob petkih in v postnem času je prisostvovala Jezusovemu trpljenju. V postu je bila deležna tudi zadnje večerje, ter je prisostvovala Jezusovemu križevemu potu in smrti. Na Veliko noč je bila priča Jezusovega vstajenja in potem tudi njegovega vnebohoda. Včasih naj bi prek videnja od doma spremljala sveto mašo v domači cerkvi.

### Skrivnostno obhajilo
Magdalena naj bi prejemala tako zakramentalno (kakršno lahko prejme vsak vernik) kot mistično obhajilo (nekateri svetniki). Oboje se je zgodilo največkrat v zamaknjenju. Mistično obhajilo je prejemala le v zamaknjenju. Takrat jo je obhajal Jezus sam, svetnik-duhovnik ali pa angel. Mnogo ljudi, vključno z duhovniki, naj bi takrat videlo, kako se je nenadoma znašla v njenih ustih sveta hostija, kmalu zatem pa so še videli poseben kelih. Magdalena se je po takem dogodku vedno zahvaljevala, včasih pa navzoče še opominjala k pokori.

### Znamenja ran (stigme)
Magdalena naj bi prejela znamenja Jezusovih ran novembra 1848 kot trinajstletna deklica na rokah, nogah in na strani, o čemer je sama zapisala:
 »Tisti teden pred adventom 1848 sem dobila rane. Že tri tedne prej sem to vedela. Vsi trije: Jezus, Marija in sv. Frančišek so mi povedali, da jih bom dobila. V sredo ob enajstih sem dobila rane. Iz neba so tekli v roke in noge prav tenki krvavi curki; v desno stran pa je tekel debel curek. Močno me je zabolelo. Od tistega časa mi rane krvavijo vsak petek; v letu 1849 so pa krvavele tudi vsako sredo. Vsak dan me bolijo od treh do štirih popoldan.«

Svoje rane je tako skrivala, da dolgo niti domači niso vedeli zanje; do leta 1855 je nosila na svojem telesu vidne rane. Kadar je v videnju zagledala s trnjem kronanega ali kako drugače trpečega Odrešenika, naj bi se ji odprle na čelu rane trnjeve krone. V velikem tednu naj bi se ji odprle po telesu tudi rane bičanja. Stigme so ji povzročale hude bolečine, a se Magdalena ni pritoževala. Rane so preiskovali zdravniki, jih opazovali duhovniki in obiskovalci, a nihče ni našel kake prevare.

### Neješčnost (inedia)
Magdalena je do svojega trinajstega leta uživala hrano kot vsi drugi; od 25. septembra 1848 pa do svoje smrti naj ne bi potrebovala več nobene zemeljske hrane; 47 let naj bi torej živela brez vsake hrane. Prenesla ni niti vonja po običajni hrani. Njena hrana naj bi bila le sveta evharistija in neke vrste »nebeška jed«, katero je prejemala le v zamaknjenju. Župniku Lesjaku so povedale njene strežnice, da temu ustrezno ni imela nobenih telesnih izločkov. Kljub neješčnosti je - kolikor je bila zdrava - z lahkoto opravljala svoje vsakdanje obveznosti.

### Predmetenje (materializacija)
Magdalena naj bi v stanju zamaknjenja prejela več predmetov, ki so bili vidni ne samo njej sami, ampak tudi drugim ljudem. Eden izmed teh je nenavadna ali nebeška jed, ki jo je Magdalena prejela skoraj vsak dan na koncu zamaknjenja. Največkrat jo je v videnju prejela od Device Marije ali pa od angela. Očividci so poročali, da je bila ta jed v obliki majhnega koščka ali zrnca, večkrat je bila različne barve.
Posebenost je tudi križec, ki naj bi ga Magdalena prejemala v zamaknjenju in ji je ostal na prsih tudi še potem. Ta križec naj bi visel na njenem telesu brez kakršnekoli vrvice in nikoli padel na tla. Več duhovnikov je držalo v rokah ta križec, opisali so natančne njegove mere in barvo.

### Lebdenje (levitacija) in otežitev
Lebdenje je mističen pojav, pri katerem se človeško telo dvigne v zrak, v zraku lebdi ali se premika brez kakršnekoli naravne pomoči. Nasproten temu pojavu pa je otežitev, ko postane sicer slabotno telo tako težko, da ga drugi ne morejo premakniti ali pa le z veliko težavo. Pri Magdaleni obstajajo poročila o obeh pojavih.
Lebdenje naj bi se pri Magdaleni največkrat dogodilo, kadar si je močno želela prejeti sveto obhajilo; takrat se je njeno telo dvignilo v zrak. Sicer pa naj bi lebdela tudi, ko je duhovnik blagoslavljal z Najsvetejšim, med mistično smrtjo na Veliki petek in mističnim vstajenjem na velikonočno jutro. Otežitev naj bi se zgodila, kadar je bila Magdalena zamaknjena.

### Tujejezičnost (ksenoglosija, glosolalija)
Magdalena naj bi v stanju zamaknjenja razumela in govorila jezike, ki se jih ni nikoli učila, ali jih kdaj slišala govoriti. Obvladala naj bi latinščino, grščino, hebrejščino, kaldejščino (=babilonščina) in še druge, tudi neevropske jezike. Nekaterih jezikov, ki jih je v zamaknjenju govorila, niti največji strokovnjaki niso poznali.

### Duševidnost (kardiognozija)
Duševidnost je mistični pojav, po katerem oseba spozna in tako rekoč vidi stanje človeške duše. Magdalena naj bi imela tudi dar uvida v notranje stanje duše: ali je kdo v posvečujoči milosti ali v smrtnem grehu; kdor jo je prosil, mu je njegovo duševno stanje tudi razodela: ne le vernikom, ampak tudi mnogim duhovnikom. Tudi svojemu duhovnemu voditelju gorniškemu kaplanu Žagarju je Magdalena razkrila njegove pomanjkljivosti.

### Prerokbe
Prerokba je napovedovanje prihodnjih dogodkov. Magdalena pa je večkrat napovedovala prihodnje dogodke
2. avgusta 1848 naj bi napovedala beg papeža Pija IX.  iz Rima. V začetku novembra 1848 je Magdalena to omenila Jerneju Kržetu iz Vinic. Še istega meseca, 24. novembra 1848, je moral papež zaradi zaostrenih političnih razmer resnično zbežati iz Rima v Gaeto. Napovedovala naj bi tudi razne šibe, ujme in hudine.

## Pisma
O Magdaleni je veliko pisanih dokumentov. Med njimi so njena lastnoročna pisma, kakor tudi lastnoročna poročila oseb, ki so jo opazovale in so pisale poročila na škofijo, ali pa tudi v časopise. Kako jo je prizadevalo nasprotovanje in s kakim duhom ga je sprejemala, nam kaže tole njeno lastnoročno pismo, ki ga je pisala petdesetletnemu frančiškanskemu bratu Tobiju Verniku 1851: 
»O jaz dobro vem, da imam dosti nasprotnikov. Bogu bodi zahvala, da sem zavoljo njega zaničevana. Res je, da nas Bog obiskuje z mnogim trpljenjem, pa zahvalimo ga lepo, da nas tukaj obišče, in prosimo ga, da bi nas tukaj po svojem dopadenju sčistil, na onem svetu pa nam dobrotljivo prizanesel.«

## Smrt in češčenje
V zvezi z Magdalenino smrtjo, umrla je 23. februarja 1896, je ohranjen spomin, da je njene bližnje, vse po vrsti revne, skrbelo zavoljo pogostitve pogrebcev. Zaman jih je umirajoča mirila, naj si ne delajo skrbi, saj bo že Bog poskrbel, da bo vse prav. In res, namedlo je ogromno snega pa pritisnil oster mraz, da se je pri odprtem grobu zbralo le osem pogrebcev. Danes se zbirajo ob njenem grobu romarji, ki se priporočajo njeni priprošnji pri Bogu.

O premiku k naklonjenosti do nekdaj zaničevane Magdalene - ki so ji nasprotovale ne le svetne, ampak tudi cerkvene oblasti - priča tudi uvodna beseda v knjigi Martine Kraljič. V njej pravi upokojeni mariborski nadškof Marjan Turnšek takole: 
»Preseneča, kako je Magdalena že kot mlado dekle zmogla sprejemati toliko trpljenja. Na pristnost dogajanja je mogoče sklepati tudi zaradi zorenja in rasti v krepostnem življenju. Čeprav nenavadni mistični pojavi še niso zagotovilo svetosti, kaže, da so se v življenju Magdalene Gornik kreposti postopoma razvijale v smeri herojske stopnje.«
Kardinal Franc Rode pa je o Magdaleni dejal:
 »Ob izrednem pojavu mističnih doživetij in svetniškega življenja Magdalene Gornik  je naravno, da mislimo na postopek za beatifikacijo in kanonizacijo. Drugi narodi bi to že zdavnaj storili.« (Rim, 3. septembra 2008)

Magdaleno Gornik je leta 2000 upodobil akademski slikar Lojze Čemažar skupaj z nekaterimi drugimi slovenskimi svetniškimi osebami na freski zunanje kapele Cerkve Kraljice miru na Kureščku. Po lastnem pričevanju je v sanjah videl mesto, kje naj jo naslika, kakor tudi njeno velikost, zunanjost in atribute (križ, trnjeva krona, mistično obhajilo).

### Postopek za posvečenje (kanonizacijo)
Vse kaže, da se zdaj začenja uresničevati njena napoved, da se bodo čez šest rodov začeli goditi čudeži na njeno priprošnjo. To je pogoj, da se prične postopek za njeno razglasitev za blaženo. Kongregacija za zadeve svetnikov zahteva, da krajevna Cerkev najprej določi postulatorja in nato poda vlogo za začetek uradnega postopka. 
Ljubljanski nadškof metropolit Stanislav Zore je 19. februarja 2019 imenoval za postulatorja Francija Petriča, dolgoletnega urednika Družine. »Moji nalogi sta dve. Prva: v postopku moram dokazati verodostojen in obširen sluh svetosti o kandidatki; druga naloga pa je dokazati razširjeno mnenje med verniki o milostih, prejetih od Boga na njeno priprošnjo.« 
Kongregacija za svetnike je 23. novembra 2021 izdala dovoljenje, s katerim lahko nadškofija začne uradni postopek za beatifikacijo in kanonizacijo Božje služabnice Magdalene Gornik. Na praznik Povišanja Svetega Križa, 14. septembra 2022, se je postopek pričel in je v teku.

## Ocena

### Takratno časopisje
Na splošno takratno časopisje mističnim pojavom ni bilo naklonjeno. O dogodkih na Gori so svoje bralce obvestile najprej Bleiweisove Novice. Nepodpisani avtor iz Ljubljane se je v rubriki Novičar dne 6. junija 1849 spotaknil ob Magdaleno; čeprav je sam ni videl, jo je - glede na govorice - razglasil za bolno in sicer piše takole:
 »Ob tej priložnosti moramo povedati, da smo te dni slišali o tako imenovanem zamaknjenju dekleta na Gori v ribniškem okraju take reči, da je ali res bolna ali pa goljufica, ki jo je naščuval kak skriti slepar ali sleparka, če je vse res, kar o tem dekletu ljudje trosijo po svetu… Torej ne delajmo čudežev iz reči, ki so ali zares bolezen ali pa goljufija.« 
V dunajski časopis »Der Lloyd« je neki nepodpisani poročevalec iz Ljubljane 29. julija 1849 v nemščini zapisal:
 »V neki vasi v ribniškem okraju naj bi mlada deklica v magnetiziranem stanju povzročala veliko razburjenje, ker se k njej zgrinjajo velike množice in si dajo od nje prerokovati, v prepričanju, da je svetnica. To zaslepljenost naj bi, kot slišim, pospeševala krajevna duhovščina. Zato bi škofijski svet s premestitvijo močno podprl ukrepe, (ki bi jih naj izvedla politična oblast), če bi pri vraževernem ljudstvu naleteli na nepredvidene ovire.«
Ko ta časopis omenja, da je bila deklica »magnetizirana«, misli pri tem reči, da je bila hipnotizirana; ta izraz je takrat preprosto ljudstvo tako razumelo; danes magnetizem razumemo v njegovem ožjem, t. j. fizikalnem pomenu. Ko jo je kočevski zdravnik Česnik pri svojem od oblasti naročenem strokovnem opazovanju njenih pojavov res poskušal hipnotizirati, mu to ni nikoli uspelo in je sklenil, da za take vrste poskusov sploh ni dovzetna.

### Cerkvena oblast
Ljubljanski škof Anton Wolf se je najprej ravnal po poročilih v časopisih, obenem pa je začela nanj pritiskati civilna oblast, naj ukrepa. Zavedal se je, da ukrepanje civilnih oblasti ni potrebno. Držal se je načela, da je treba še počakati in preiskovati zadevo. Naročil je odgovornim duhovnikom, naj mu o zadevi redno poročajo, obenem pa skušajo zaustaviti naval romarjev. Da ne bi ljudi spodbudil k romanju, sam osebno nikoli ni šel obiskat Gornikove Magdalene niti Wolf niti njegovi nasledniki.
Bržkone tudi zaradi slabih izkušenj s prevarantko Vodiško Johanco je slovenska Cerkev danes previdna, čeprav o čudežih ne izraža več dvoma. Tako do danes še ni bil sprožen postopek za razglasitev za blaženo, kot je to običaj pri izpričanih čudežih.

### Pomota pri sliki
Ni se zgodilo v zgodovini prvič, da so zamenjali Gornikovo Lenčko z Vodiško Johanco. Tako je leta 2012 v časopisu Reporter izšel štiristranski članek Monike Kubelj o »Vodiški Johanci« z naslovom »Johanina predstava čudežev«. V zvezi s tem izraža Jože Bartolj svoje pomisleke:
V tem članku se je pojavila fotografija, ki zavaja, da ne rečem, zavestno potvarja resnico. Člankarica trdi, da je to »Slavna slika krvaveče Johance«. Fotografija namreč ne prikazuje te, ampak Magdaleno Gornik - mistikinjo z Gore pri Sodražici - ki je verjetno največja »žrtev« vodiške prevare. Zakaj žrtev? Zato, ker je zaradi negativne odmevnosti primera Vodiške Johance bila po krivici zapostavljena največja slovenska mistikinja Lenčka. Taki in podobni članki ne prispevajo k temu, da bi lahko primer Magdalene z Gore in njena mistična doživetja spoznali neobremenjeno in nepristransko.

Vendar so take vrste pomote dandanes izjema. Revolucionarno vrenje, nasprotovanje papežu, kakor tudi Pomlad narodov okoli 1848 kakršnikoli mistiki niso bili naklonjeni. Prevara Vodiške Johance v začeku Dvajsetega stoletja pa je Gornikovo spet za dolgo časa odrinila v pozabo. Danes o Gornikovi poročajo večinoma katoliški pisci.

### Vodiška Johancao Magdaleni
Vodiška Johanca oziroma Ivanka Jerovšek je torej v začetku dvajsetega stoletja varala lahkoverne množice z uprizarjanjem Kristusovega trpljenja; po njeni pripovedi pravzaprav ni imela namena goljufati, pač pa je zbirala denar, da bi reševala duše iz vic. Od kod pa je prišla na to zamisel? Na ljubljanskem sodišču je glede tega med drugim pojasnila:
»Ko sem prišla v Vodice, mi je nekoč neka ženska povedala, da je baje že preje bila nekoč na Kranjskem neka Gornik Lenčka iz Sodražice, ki je ravno tako trpela kakor jaz, obenem pa je tudi zamogla zvedeti, kaj da je za rešitev duš iz vic potrebno. Na to sem pa tudi jaz začela pripovedovati, da vidim duše v vicah in da zvem, kaj je za njihovo rešitev potrebno. K temu me je posebno tudi zapeljala okoliščina, da so me ljudje vedno izpraševali o dušah mrličev. Tega pa nikakor nisem storila v namenu, da bi bila ljudem izvabila denar; to mi sploh ni prišlo na misel, kajti kar sem potrebovala, sem itak dobila v župnišču.« 
Gornikova Lenčka, ki jo omenja Johanca, je bila Magdalena Gornik s Svete Gore nad Sodražico.

Glede usode duš pokojnih pa Lenčka pravzaprav ni rada govorila:
Tudi ko se je vrnila z Blok na Goro, so jo ljudje hodili obiskovat in iskat nasvete. K njej so prihajali z različnimi željami in nameni, ki pa Magdaleni niso bili vedno všeč. Kaplan Janež  piše, da so jo hodili spraševat, kje se nahajajo njihovi pokojni. Izkoristili so čas, ko je bila v stanju zamaknjenja. Toda običajno niso dobili odgovora. Magdalena ni marala takšnih vprašanj. Janež piše, da sta nekoč v času od vnebohoda do binkošti, ko je bila Magdalena neprekinjeno v zamaknjenju, prišli spraševat Magdaleno o svojih pokojnih kneginja Sapieha iz Galicije in neka grofica s Poljskega. Magdalena je bila zelo užaljena in je pokazala z izrazom obraza, da ji je vprašanje o pokojnih zelo neljubo. Zvedeli nista ničesar.

## Galerija
- Petrinci s cerkvijo na Gori
- Gora pri Sodražici
- Tu se je rodila Magdalena Gornikova
- Na pogorišču je brat zgradil novo hišo 1881
- V to kapelo je Magdalena hodila molit
- Veliko romarjev prihaja na ta svet kraj
- Pri tem križu naj bi Magdalena imala prvo videnje
- Ko je šla po šavje na njivo, naj bi se ji na tem mestu prikazala Marija
- Tu je bila Magdalena krščena
- Oltar svetega Jožefa v cerkvi na Gori
- Oltar Marije Snežne in krstilnik
- K Magdaleninemu grobu prihajajo romarji
- Romarji se priporočajo Magdalenini priprošnji
- Magdalenin grob
- Stroj 1857: previdni Ljubljanski škof Wolf[39]